# John Grey, Graf von Tancarville

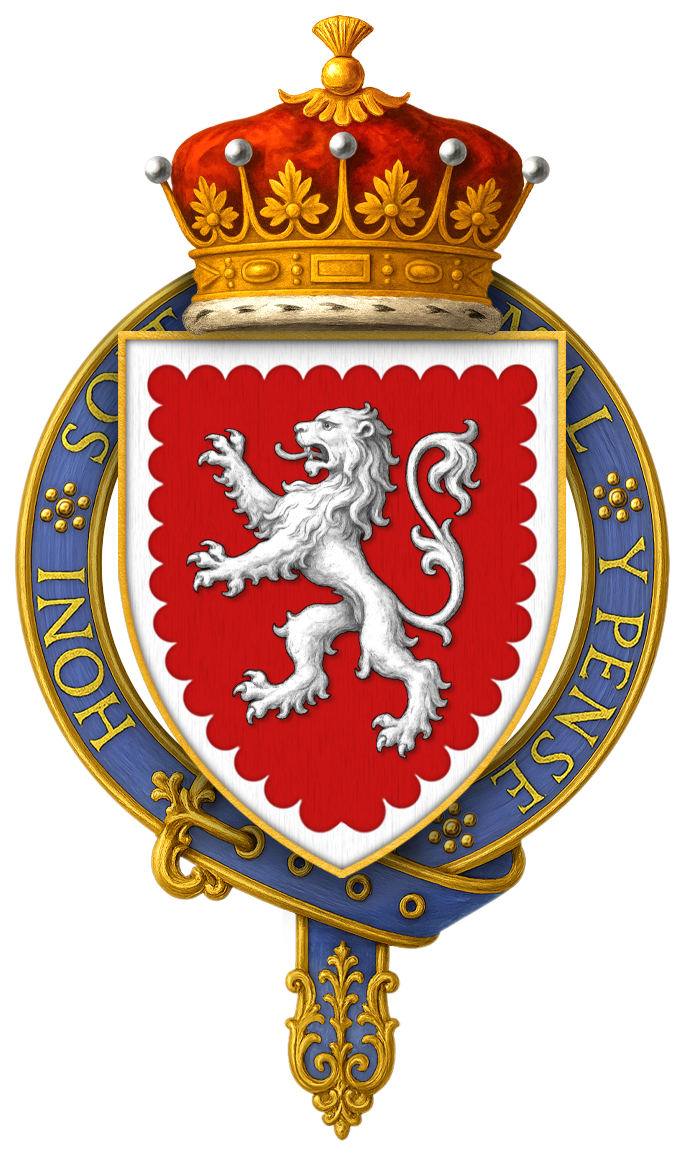
Wappen von John Grey, 1. Comte de Tancarville

John Grey, Graf von Tancarville (auch John Gray) KG (* zwischen 1384 und 1391; † 22. März 1421 bei Baugé) war ein englischer Adliger, Militär und Diplomat.

## Herkunft
John Grey wurde als zweiter Sohn von Sir Thomas Grey (1359–1400) und von dessen Frau Joan Mowbray, einer Tochter von John Mowbray, 4. Baron Mowbray geboren. Sein Vater war ein Ritter mit Besitzungen in Heaton Moor in Durham und Wark-on-Tweed in Northumberland. John war ein Enkel von Thomas Grey († 1369), dem Autor der Scala chronica. Zu seinen Brüdern gehörten der ältere Bruder Sir Thomas Grey of Heton und William Grey († 1436), der Bischof von London und später von Lincoln wurde. 

## Aufstieg im Gefolge von Prinz Harry
Grey diente möglicherweise im April 1403 Sir Henry „Hotspur“ Percy in Denbigh Castle. Vermutlich kämpfte er wie sein älterer Bruder im Gefolge von Harry, Prince of Wales im Kampf gegen die Rebellion von Owain Glyndŵr in Wales. Dafür wurde ihm im März 1408 als Esquire eine jährliche Pension von 20 Mark und im August 1409 eine weitere Pension von 40 Mark gewährt.

## Karriere im Hundertjährigen Krieg

### Aufstieg und Kampf bei Azincourt
Im September 1411 nahm Grey an dem Feldzug von Sir Gilbert de Umfraville zur Unterstützung von Herzog Johann von Burgund teil. 1413 stand er wieder als Ritter im Dienst des Königs. Im Mai 1414 war er einer der Kommandanten der Armee, die unter Richard Wydeville in Dover versammelt wurde. Die Armee brach schließlich erst am 11. August 1415 unter Führung von Heinrich V. von Southampton aus nach Frankreich auf. Grey war einer der Ritter, die nach der Landung als Kundschafter nach Harfleur gesandt wurden. Anschließend nahm er an der Eroberung der Stadt sowie am 25. Oktober an der Schlacht von Azincourt teil. Dort konnte er Charles d’Artois, Graf von Eu gefangen nehmen. Zur Belohnung erhielt er die Ländereien seines älteren Bruders Thomas Grey, der am 6. August 1415 als Mitverschwörer des Southampton Plot hingerichtet worden war.

### Teilnahme an der Eroberung der Normandie
Im Mai 1416 nahm er als Knight Banneret an der Expedition von John of Bedford teil, bei dem sie am 15. August eine französische Flotte bei Harfleur besiegten. 1417 nahm er mit 40 Waffenknechten und 120 Bogenschützen an der Eroberung der Normandie unter Heinrich V. teil. Im September nahm er dabei an der Belagerung von Caen teil und am 30. Oktober wurde er Kommandant der Burg und Stadt Mortagne. Am 20. November 1417 erhielt er die Burg und Herrschaft von Tilly im späteren Département Calvados. Im Frühjahr und Sommer 1418 diente er unter Humphrey, Duke of Gloucester bei der Eroberung der Cotentin-Halbinsel und im August bei der Belagerung von Rouen durch Thomas Montagu, 4. Earl of Salisbury. Vermutlich war er derjenige John Grey, der im November 1417 den gefangenen Verschwörer John Oldcastle von Powis zu dessen Verurteilung nach London brachte. Am 26. Oktober 1418 wurde er Mitglied der Delegation, die Verhandlungen mit dem französischen Dauphin Karl aufnehmen sollte. Am 31. Januar 1419 wurde er zum Grafen von Tancarville erhoben. Dazu ernannte ihn der König zum Kämmerer der Normandie. Weiter ermächtigte er ihn, Kapitulationen von Städten in Frankreich entgegenzunehmen. Von Februar bis August 1419 war Tancarville Kommandant von Mantes, anschließend begleitete er den König bei dessen Vorstoß auf Paris. Ab dem 23. Februar 1419 gehörte er wieder einer englischen Verhandlungsdelegation an, die schließlich ab dem 26. März über die Heirat des Königs mit Catherine, einer Tochter von König Karl VI. von Frankreich verhandelte. Im November 1419 nahm ihn der König in den Hosenbandorden auf. Am 20. Januar 1420 wurde Tancarville Gouverneur von Harfleur. Der König übergab ihm noch weitere Herrschaften in Frankreich, darunter Montereau. Im Juli 1420 nahm er an der Belagerung von Melun teil. 
Im März 1421 nahm er am Feldzug von Thomas, Duke of Clarence in das Maine und Anjou teil, bei dem er wie Clarence in der Schlacht von Baugé fiel. Sein Leichnam wurde angeblich von dem Waliser Sir Gruffudd Vaughan zurück nach Welshpool gebracht, wo er beigesetzt wurde.

## Heirat und Erbe
Tancarville hatte 1419 Joanna Charlton (1400–1425) geheiratet, die älteste Tochter des Marcher Lords Edward Charlton, 5. Baron Charlton von Powis und von dessen ersten Frau Alianore. Mit ihr hatte er einen Sohn:
- Henry Grey, Graf von Tancarville (1420–1450)

Sein junger Sohn wurde sein Erbe. Wenige Tage vor Tancarville Tod war auch sein Schwiegervater Baron Charlton gestorben, und seine Frau erbte nun zusammen mit ihrer jüngeren Schwester dessen Besitzungen in Wales. Die Grafschaft Tancarville ging in den 1440er Jahren durch die Rückeroberung der Normandie durch Frankreich verloren. Tancervilles Enkel wurde schließlich zum Baron Grey of Powys erhoben. 1695 wurde für Edward Grey, einem Nachfahren in weiblicher Linie von John älteren Bruder Thomas Grey of Heaton der Titel Earl of Tankerville neu geschaffen.